# Sarah Thomason
Sarah "Sally" Thomason, född den 28 november 1939, är en amerikansk lingvist.

## Biografi
Thomason började studera tyska språket vid Stanford och Freiburgs universitet. Hon utexaminerade som kandidat (B.A.) år 1961. Hon avlade magisterexamen i språkvetenskap vid Yale University år 1965. Thomason disputerade år 1968..
Thomasons forskningsintressen inkluderar bland annat historisk lingvistik, pidgin- och kreolspråk, kontaktlingvistik och slaviska språk. Hon har bred erfarenhet av att undervisa olika kurser: bl.a. fonologi, ryska språkets historia, världens språk och morfologi.
Thomason har varit en aktiv medarbetare på bloggen Language Log. Mellan 1988 och 1994 var hon redaktör för Language, en vetenskaplig tidskrift av Linguistic Society of America. Thomason har också kritiserat xenoglossia vilket betyder att man kan flytande ett tidigare främmande språk på grund av en extern retning (t.ex. medicinskt trauma).
Hennes make heter Richmond "Rich" Thomason. Han är forskare inom filosofi och datavetenskap.